# Santiago, Kap Verde
För andra betydelser, se Santiago (olika betydelser) eller Santiago.

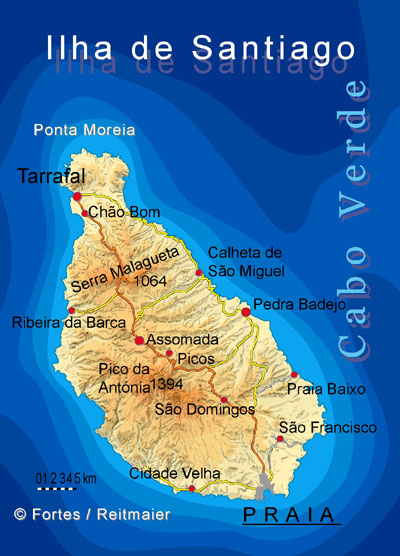
Karta över Santiago

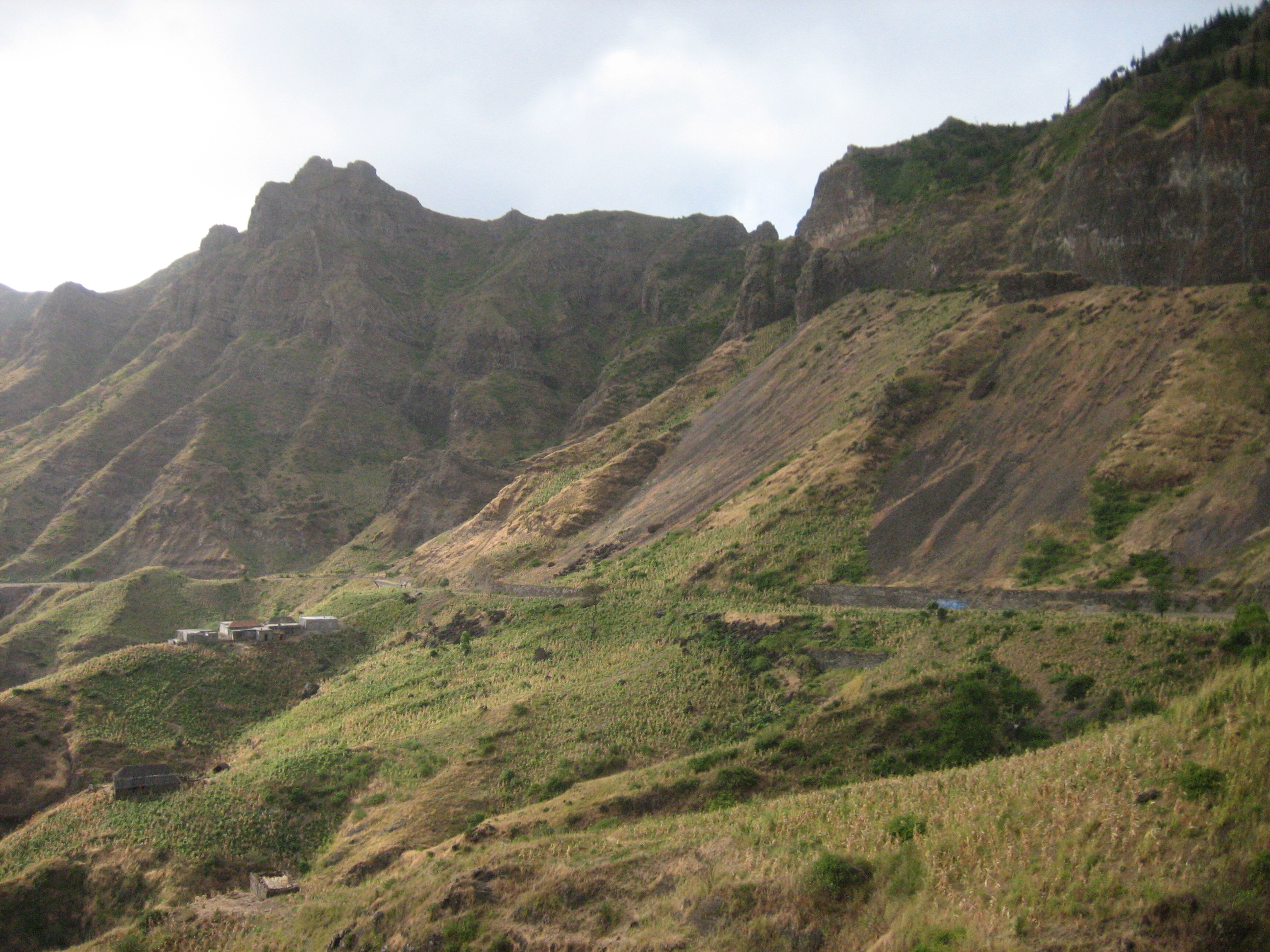
Bergskedjan Serra Malagueta på den norra delen av Santiago, Kap Verde

Santiago (på portugisiska även känd som São Tiago eller Ilha de São Tiago) är en av öarna i ögruppen Sotavento i Kap Verde. Öns area är 990 km² och antalet invånare cirka 290 000.

## Geografi
På Santiago finns två bergskedjor: Serra do Pico do António, vars topp är 1 392 m ö.h. och den nordligare Serra Malagueta, som är 1 064 m ö.h. som högst. De vulkaniska bergen på Santiago är fyra till fem miljoner år gamla medan de berg som reser sig från havsbottnen är ännu äldre, 8,5–9,5 miljoner år. I huvudstaden Praia finns högplatåer, achadas, som är utmärkande för Santiago. På dessa platåer är stadens olika distrikt byggda. På Santiago framställs den huvudsakliga delen av landets jordbruksprodukter.

## Större orter
- Praia (61 797 inv.)[förtydliga]
- Santa Catarina (43 694 inv.)
- Assomada (3 217 inv.)
- Tarrafal (26 006 / 3 621 inv.)[förtydliga]